# Friedhelm Fröhlich
Friedhelm Fröhlich (* 26. April 1952) ist ein ehemaliger deutscher Fußballtrainer.

## Karriere
Fröhlich trainierte von Juni 1993 bis Dezember 1995 den Pulheimer Stadtteilverein Grün-Weiß Brauweiler und übernahm von seinem Nachfolger Hans-Jürgen Tritschoks zur Saison 2002/03 den Nachfolgerverein FFC Brauweiler Pulheim. Die Frauenfußballabteilung trainierte er auch in der Folgesaison – allerdings nur noch bis November 2003. Grün-Weiß Brauweiler führte er in zwei aufeinanderfolgenden Jahren ins Finale um die Deutsche Meisterschaft; beide wurden jedoch mit 0:1 (gegen den TSV Siegen) und mit 0:2 (gegen den FSV Frankfurt) verloren. Dennoch führte er die Frauenfußballmannschaft 1994 zu drei Pokalsiegen.
Im späteren Verlauf seiner Trainerkarriere betreute er dann unterklassige Vereine im Rheinland, unter anderem die DJK Viktoria Frechen und zuletzt, in der Saison 2013/14, den Bezirksligisten GKSC Hürth aus der gleichnamigen Stadt im Rhein-Erft-Kreis im Regierungsbezirk Köln, von dem er allerdings drei Wochen vor dem Rückrundenstart zurückgetreten ist.

## Erfolge
- Finalist Deutsche Meisterschaft 1994, 1995
- DFB-Pokal-Sieger 1994
- DFB-Supercup-Sieger 1994
- DFB-Hallenpokal-Sieger 1994